# Matúškovo
Matúškovo (in ungherese Taksonyfalva) è un comune della Slovacchia facente parte del distretto di Galanta, nella regione di Trnava.